# カンホバル族
カンホバル族（カンホバルぞく、Q'anjob'al）はマヤ人に属する民族で、主にグアテマラ西部のウェウェテナンゴ県に住む。マヤ語族に属するカンホバル語を話す。

## 分布
カンホバルはウェウェテナンゴ県のクチュマタネス山脈一帯の5つのムニシピオに住む。2011年の統計ではウェウェテナンゴ県の人口の10パーセントを占める。ほかにサカテペケス県とキチェ県に少数が住む。
1920年代にオリバー・ラ・ファージがはじめてカンホバル族の社会を詳細に記述した。ラ・ファージはカンホバル族が古代から続くマヤの新年の祭儀を行っていることを伝える。

## 歴史
カンホバル語に近い言語を話すマヤ諸民族にハカルテコ族、チュフ族、アカテコ族、およびメキシコのチアパス州のトホラバル族などのいくつかの民族がある。このうちアカテコ語はカンホバル語に近く、しばしば混同される。伝承によるとカンホバル族・ハカルテコ族・チュフ族・トホラバル族の始祖は互いに兄弟だったという。
17世紀にラカンドン族とチュフ族の攻撃に対してカンホバル族・ハカルテコ族・トホラバル族は連合して防衛した。
20世紀にはカンホバル族の大部分は土地を持たない小作人であり、コーヒープランテーションの収穫時の労働者として働いた。
グアテマラ内戦において、カンホバル族の多くは土地を持たず、ゲリラ側に参加する者が多かった。1980年代前半にグアテマラ軍はゲリラ支持者としての名目でカンホバル族を虐殺した。このため多数のカンホバル族はメキシコのチアパス州に逃がれ、1982年に国境地帯の難民キャンプには45,000人の難民を数えた。そこからさらにアメリカ合衆国やカナダなどの国へ移住する者も多かった。
アメリカ合衆国のフロリダ州インディアンタウンに移住したカンホバル族は大規模なグループを構成し、また小さな農業社会で生活しているため、カンホバル語を保ち続けている。一方、ロサンゼルスやヒューストンのような都会に移住したカンホバル族ではカンホバル語が失われつつある。
グアテマラに残ったカンホバル族はマヤ文化の再興の過程にある。